# Comadia
Comadia is een geslacht van vlinders uit de familie van de Houtboorders (Cossidae), uit de onderfamilie van de Cossinae. De wetenschappelijke naam en de beschrijving van dit geslacht zijn voor het eerst gepubliceerd in 1911 door William Barnes en James Halliday McDunnough.

## Soorten
- C. albistriga (Barnes & McDunnough, 1918)
- C. alleni Brown, 1975
- C. arenae Brown, 1975
- C. bertholdi (Grote, 1880)
- C. dolli Barnes & Benjamin, 1923
- C. henrici (Grote, 1882)
- C. intrusa Barnes & Benjamin, 1923
- C. manfredi (Neumann, 1884)
- C. redtenbacheri (Hammerschmidt, 1848)
- C. speratus Brown, 1975
- C. suaedivora Brown & Allen, 1973
- C. subterminata Barnes & Benjamin, 1923